# Haemulon album
Haemulon album är en fiskart som beskrevs av Cuvier, 1830. Haemulon album ingår i släktet Haemulon och familjen Haemulidae. Inga underarter finns listade i Catalogue of Life.